# S vesel'em i otvagoj
S vesel'em i otvagoj (С весельем и отвагой) è un film del 1973 diretto da Aleksej Nikolaevič Sacharov.

## Trama
Dopo aver prestato servizio nell'esercito, Nikolaj Semёnov, soprannominato dai suoi compaesani Kurai-Perekatipole, torna in una fattoria collettiva di pescatori e inizia a lavorare come meccanico per una sciabica. L'amante della verità e un gran lavoratore all'inizio ricostruisce il collettivo contro se stesso, ma ben presto acquisisce autorità e diventa il capo della brigata.